# Harry Heilmann
Harry Edwin Heilmann (* 3. August 1894 in San Francisco, Kalifornien; † 9. Juli 1951 in Southfield, Michigan) war ein US-amerikanischer Baseballspieler in der Major League Baseball (MLB). Sein Spitzname war Slug.

## Biografie
Harry Heilmann wuchs in Kalifornien auf und arbeitete als Buchhalter, bevor er professioneller Baseballspieler wurde. Zunächst spielte er in der Pacific Coast League für die Teams von Portland und San Francisco. Am 16. Mai 1914 bestritt er sein erstes Spiel in der American League für die Detroit Tigers. Einen festen Platz konnte sich der Outfielder allerdings erst 1916 erkämpfen. 
Seine wahre Stärke zeigte sich aber erst, als Ty Cobb auch das Manageramt der Tigers übernahm. Heilmanns Schlagdurchschnitt stieg um 8,5 % von 30,9 % 1920 auf 39,4 % im Jahre 1921. Insgesamt viermal konnte Heilmann dann den Titel des Spielers mit dem besten Schlagdurchschnitt in den 20er Jahren gewinnen. 1923 überschritt er mit 40,6 % sogar die magische Marke der 40 %.
1930 wechselte er zu den Cincinnati Reds in die National League. Die Saison 1931 musste er aufgrund seiner Arthritis in den Handgelenken komplett absagen. 1932 wurde er nur noch sporadisch eingesetzt. Heilmann war der erste Spieler, der in jedem Stadion, das in seiner Karriere in Betrieb war, einen Home Run schlagen konnte. Von 1934 bis 1950 arbeitete er als Play-by-play Announcer bei den Radio- und Fernsehübertragungen der Tigers.
1951 verstarb Heilmann im Alter von 56 Jahren an Lungenkrebs. Im folgenden Jahr wurde er in die Baseball Hall of Fame gewählt. Bereits im Juli 1916 war er landesweit berühmt geworden, als er eine Frau vor dem Ertrinken im Detroit River gerettet hatte.